# Eucalyptol
L'eucalyptol est un composé naturel organique incolore. C'est un éther cyclique et un monoterpène. Il porte également toute une série d'autres noms équivalents : cinéol, 1,8-cinéol. 
L'eucalyptol a été identifié comme le principal constituant de l'huile d'Eucalyptus globulus, et ainsi nommé « Eucalyptol », en 1870, par le chimiste français François Stanislas Cloëz, mais il est présent à moindre dose dans d'autres plantes à odeur plus ou moins camphrée (Tanaisies par exemple).

## Composition
L'eucalyptol est trouvé dans l'huile essentielle de certains eucalyptus (à des taux allant jusqu'à 90 %, par exemple chez Eucalyptus polybractea). Le romarin, l'armoise, l'absinthe, le laurier,  la sauge et le basilic, les feuilles de Cinnamomum camphora (dont on extrait l'huile essentielle de ravintsara), entre autres, en contiennent aussi.
L'huile peut atteindre une pureté de 99,8 % après plusieurs distillations.
L'eucalyptol est « moyennement toxique », la dose létale par voie orale est fixée à 50–500 mg·kg-1,.
L'utilisation par voie orale ne doit cependant être envisagée qu'après un avis médical.

## Propriétés physico-chimiques
Odeur rafraîchissante et épicée de camphre. Insoluble dans l'eau, soluble dans les éthers, l'éthanol et le chloroforme. Son point éclair est de 49 °C.

## Utilisations

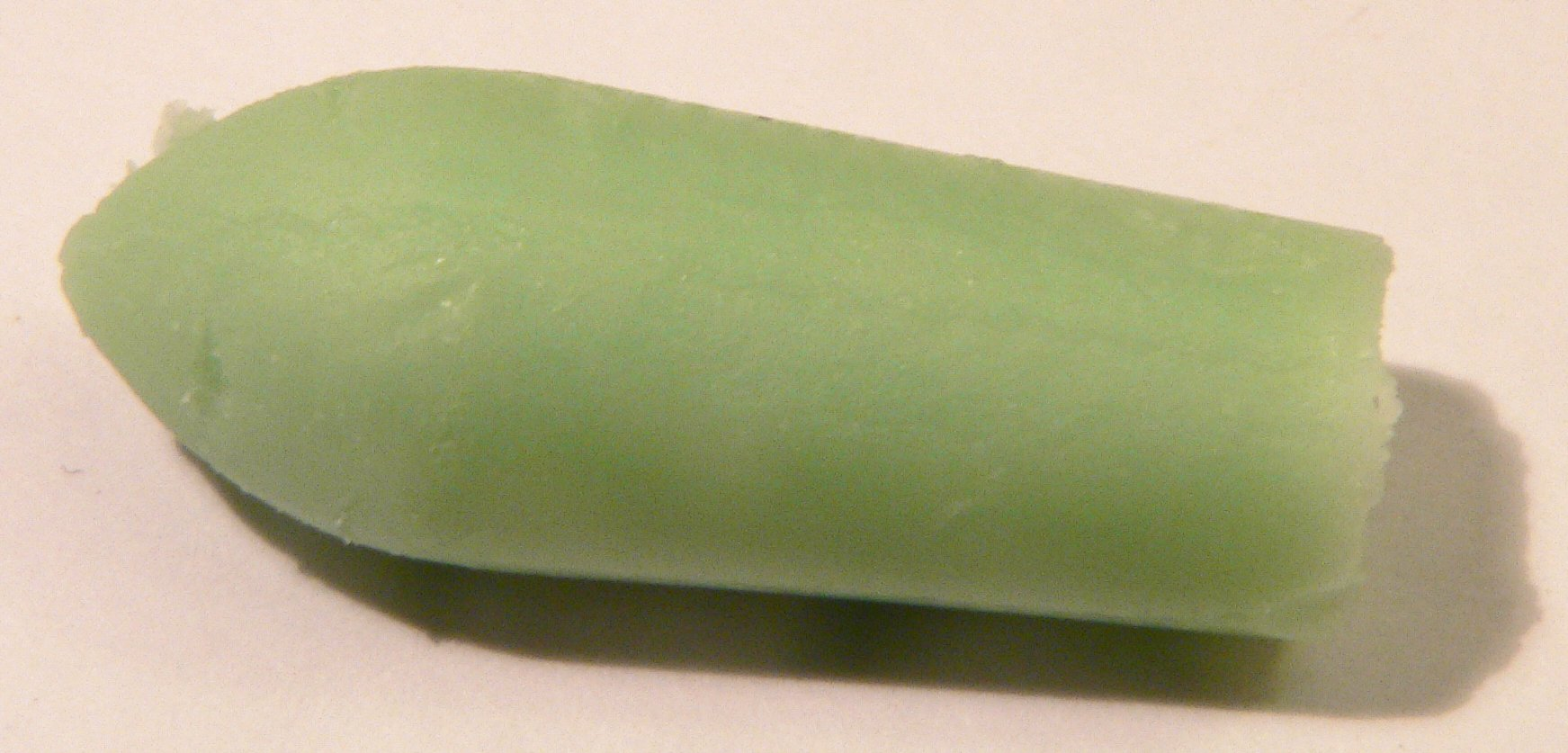
Eucalyptol Suppositoire, pour le traitement des problèmes respiratoires.

### Cosmétique
Utilisation en parfumerie, produits de soins, huiles essentielles (eucalyptus, ravintsara, romarin à cinéol, etc.).

### Santé
La commission E allemande - conseil consultatif scientifique pour l'approbation des substances et produits utilisés précédemment dans la médecine traditionnelle - a approuvé l'usage des feuilles (par voie interne) et de l'huile essentielle (par voie interne et externe) d'Eucalyptus globulus, pour « traiter l'inflammation des voies respiratoires », de même que les applications externes de l'huile essentielle d'eucalyptus pour « soulager les douleurs rhumatismales », confirmé par le Comité des médicaments à base de plantes (HMPC) - Committee on Herbal Medicinal Products de l'Agence européenne des médicaments (EMA),.
L'Organisation mondiale de la santé (OMS) reconnaît l'emploi de l'huile essentielle pour traiter l'inflammation des voies respiratoires, de la gorge ou des muqueuses de la bouche (par voie interne) ainsi que pour « soulager les douleurs rhumatismales » (par voie externe).
En France, l'eucalyptus fait partie de la liste des plantes à huiles essentielles traditionnelles au sens de l’article 7 du décret n°2006-352 relatif aux compléments alimentaires.
Le 1,8-cinéol que contient l'eucalyptus s'est révélé « efficace pour réduire un peu la dose de corticostéroïdes » utilisée par des sujets souffrant d'asthme,. Il combat le rhume également,.
Des essais sur des souris ont permis d'observer que « l'eucalyptus exerce une activité antidouleur ».
Lors d'un essai clinique randomisé multicentrique, mené en double aveugle contre placebo de 2003 à 2005 auprès de 242 sujets atteints de maladie pulmonaire obstructive chronique (MPOC), « la prise de cinéol (200 mg, trois fois par jour) » durant six mois a réduit la fréquence et la durée des exacerbations « plus efficacement qu'un placebo »,.
Une étude de 2002 montre qu'il pourrait avoir un effet sur les cellules cancéreuses liées à la leucémie, mais pas sur celles liées au cancer de l'estomac.
Il a des propriétés antibactériennes, et a même une action synergique avec la gentamicine et l'amoxicilline/acide clavulanique sur des souches de S. Aureus.
L'eucalyptol n'est pas recommandé pour les jeunes enfants et les femmes enceintes.
En chirurgie dentaire, lors des reprises de traitements endodontiques, il est utilisé comme solvant de la gutta-percha (matériau d'obturation des canaux radiculaires) au cours de la phase de désobturation canalaire.

### Autres utilisations
Il est utilisé par l'industrie du tabac pour améliorer le goût des cigarettes.